# Chad av Mercia
Chad (fornengelska: Ceadda), död 2 mars 672, var en framstående anglosaxisk kyrkoman som blev abbot för flera kloster, biskop av York och senare biskop av Lichfield. Han kom senare att helgonförklaras. Chads bror, Cedd, blev även han helgonförklarad. Chad av Mercia är mycket vanligt förekommande i historikern Beda venerabilis verk och tillskrivs, tillsammans med Cedd, ha tagit kristendomen i kungadömet Mercia. 

## Källor

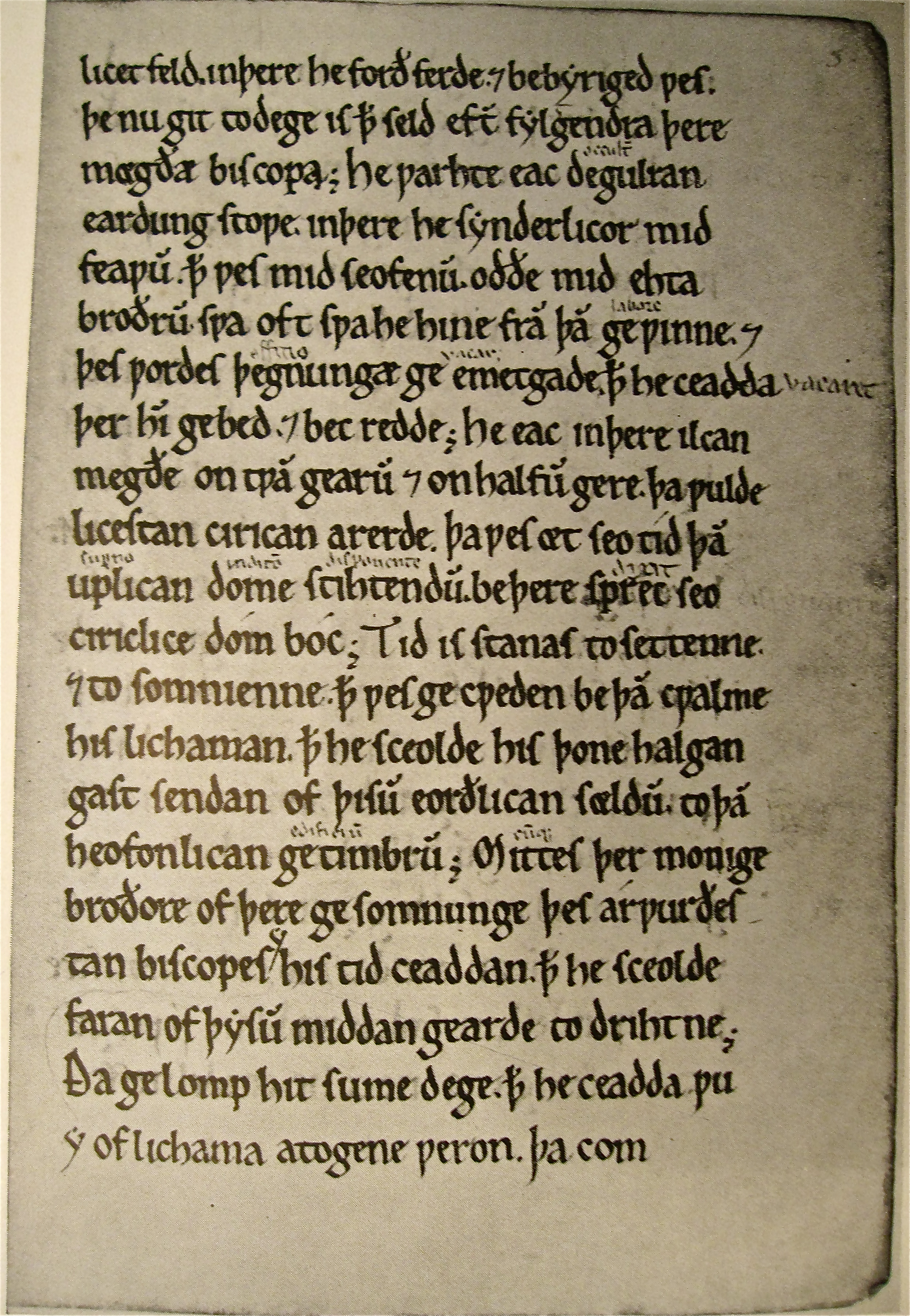
Från en sentida kopia av The old Englisch Homely on the life of St. Chad, ca. 1200, i Bodleianska biblioteket i Oxford.

### Översättning
Den här artikeln är helt eller delvis baserad på material från engelskspråkiga Wikipedia.